# Tauraco macrorhynchus
Tauraco macrorhynchus là một loài chim trong họ Musophagidae.